# José María Queipo de Llano Ruiz de Saravia

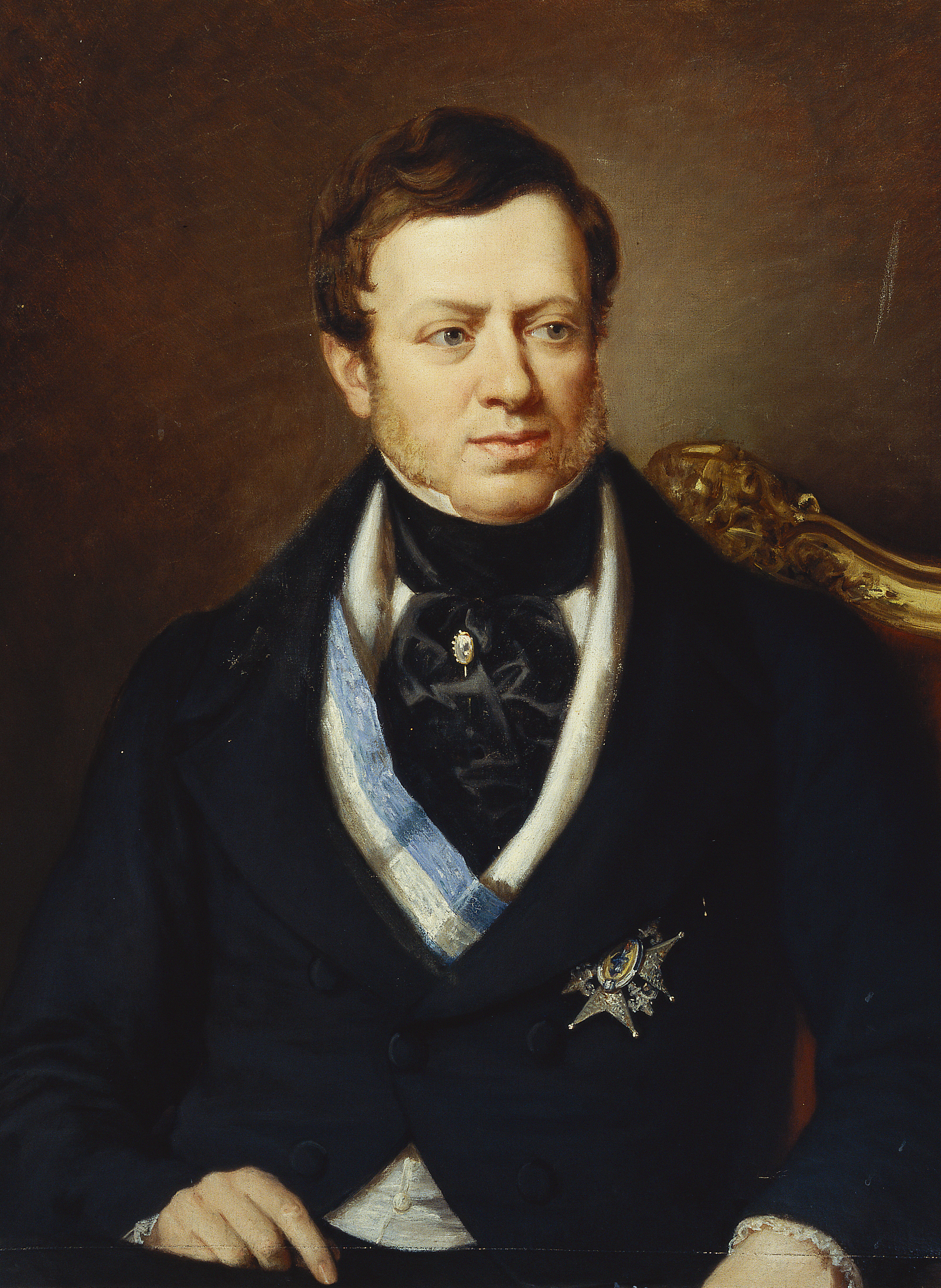
José María Queipo de Llano Ruiz de Saravia

José María Queipo de Llano Ruiz de Saravia, 7. Graf (Conde) von Toreno (* 26. November 1786 in Oviedo (Asturien); † 16. September 1843 in Paris) war ein spanischer Politiker und Historiker. 1835 war er für wenige Monate Ministerpräsident.

## Leben

### Studium und Spanischer Unabhängigkeitskrieg von 1812
Nach dem Schulbesuch absolvierte er von 1797 bis 1803 ein Studium der Geisteswissenschaften und der Naturwissenschaften an der Universität in Cuenca, der Universität Salamanca sowie der Universität Complutense Madrid.
Anschließend kehrte er 1803 nach Asturien zurück, wo er später Mitglied der Generaljunta des Fürstentums Asturien (Junta General del Principado de Asturias) während der Zeit der Napoleonischen Kriege auf der Iberischen Halbinsel (1808 bis 1814) war. Zwischen 1810 und 1813 war er Mitglied der Cortes von Cádiz, die am 19. März 1812 die Verfassung von Cádiz verabschiedeten. Dabei war er eine der treibenden Kräfte und maßgeblichen Verteidiger des Verfassungstextes. Als solcher trat er auch für eine Machteinschränkung des Königs ein.
Dies führte allerdings dazu, dass Queipo 1814 nach der Rückkehr König Ferdinands VII. ins Exil nach London gehen musste. Nach seiner durch den König verfügten Verbannung bis zum Lebensende und Einziehung aller Besitztümer wegen seiner Rebellion ging er ins Exil nach Paris, Lissabon und Berlin, wo er sich zu einem gemäßigten Liberalen entwickelte.

### Trienio Liberal, Exil und Ministerpräsident
Nachdem Ferdinand VII. zu Beginn des Trienio Liberal am 23. April 1820 eine Amnestie für alle aus politischen Gründen im Exil lebenden Personen erlassen hatte, kehrte Queipo nach Spanien zurück. Bei den Corteswahlen im Mai 1820 wurde er im Wahlkreis Asturias zum Abgeordneten gewählt. Von September bis Oktober 1820 war er Vorsitzender des Parlamentes.
Nach der Französischen Invasion in Spanien, die die absolute Herrschaft Ferdinands wieder herstellte, ging Queipo erneut ins Exil nach Frankreich, wo er 1827 und 1832 seine Bücher über den  spanischen Unabhängigkeitskrieg verfasste und veröffentlichte. Nach dem Tode von König Ferdinand VII., der durch den Thronrat der dreijährigen neuen Königin Isabella II. verfügten Generalamnestie und der Aufhebung des gegen ihn zwischenzeitlich verhängten Todesurteils kehrte er nach Spanien zurück.
Am 18. Juni 1834 wurde er zum Finanzminister (Ministro de Hacienda) in das Kabinett des ersten Ministerpräsidenten Francisco Martínez de la Rosa berufen. Als solchem gelang es ihm jedoch nicht, die notwendigen umfangreichen Reformen des Finanzsystems durchzuführen, um dadurch die aus den Carlistenkriegen entstandene Wirtschaftskrise zu überwinden.
Am 30. Juni 1834 wurde er zum Abgeordneten des Parlaments (Estamento de los Procuradores del Reino) gewählt, wo  er bis zu seinem Tode den Wahlbezirk Oviedo vertrat.
Dennoch wurde er während der Regentschaft von Maria Christina von Sizilien am 7. Juni 1835 als Nachfolger Martínez de la Rosa zum Ministerpräsidenten berufen. Er übergab das Amt des Ministerpräsidenten bereits vier Monate später an Miguel Ricardo de Álava.
1840 kehrte er nach Paris zurück, wo er drei Jahre später verstarb. Seit dem 10. Juni 1835 war er mit der vierten Tochter des 12. Markgrafen (Marqués) von Camarasa verheiratet.

## Veröffentlichungen
- Historia del levantamiento, guerra y revolución en España, Paris 1827 (Geschichte der Erhebung, des Krieges und Revolution in Spanien)
- Historia de la guerra de la Independencia, Paris 1832 (Geschichte des Unabhängigkeitskrieges)